# Molring
Molring település Franciaországban, Moselle megyében. Lakosainak száma 9 fő (2022. január 1.). Molring Bassing, Guinzeling, Nébing és Torcheville községekkel határos.

## Népesség
A település népességének változása:
| Lakosok száma | 26   | 15   | 16   | 11   | 8    | 8    | 5    | 5    | 4    | 9    |
|               | 1968 | 1982 | 1990 | 2006 | 2013 | 2015 | 2017 | 2019 | 2020 | 2022 |